# Seleção das Ilhas Ryūkyū de Futebol
A Seleção das Ilhas Ryūkyū de Futebol é uma seleção de futebol que representa as Ilhas Ryūkyū, um arquipélago sob domínio japonês. Eles não são filiados a FIFA nem a AFC, e portanto não podem disputar a Copa do Mundo nem a Copa da Ásia.

## História
A Associação de Futebol de Ryūkyū foi fundada na cidade de Okinawa em 2014.
Competiu nas Eliminatórias da Copa do Mundo ConIFA de 2018, perdendo por 9-0 para os Coreanos no Japão.